# Hai-Ye Ni
Hai-Ye Ni (* 1972 in Shanghai) ist eine chinesische Cellistin und Musikpädagogin.
Ni hatte den ersten Cellounterricht bei ihrer Mutter, besuchte dann das Konservatorium von Shanghai und studierte bei Irene Sharp am San Francisco Conservatory, Joel Krosnick an der Juilliard School und bei William Pleeth in London. Sie erhielt 1996 den Ersten Preis bei der International Paulo Cello Competition und 2001 ein Avery Fisher Career-Stipendium. 1997 spielte sie bei einer vierzehntägigen USA-Tournee als Vertretung von Yo-Yo Ma die Uraufführung von Bright Shengs Cellokonzert.
Ab 1999 war sie stellvertretende Erste Cellistin das New York Philharmonic Orchestra. Mit dem Philadelphia Orchestra, dessen Erste Cellistin sie seit 2006 ist, debütierte sie als Solistin 2010 mit Camille Saint-Saëns’ Erstem Cellokonzert. Unter anderem spielte sie bei der Expo 2010 Tan Duns Konzert für Cello, Video und Orchester The Map und unter Leitung von Donald Runnicles in der Saison 2015–16 Johannes Brahms’ Doppelkonzert mit dem Geiger David Kim. Weitere Auftritte als Solistin hatte sie u. a. mit dem Chicago Symphony Orchestra unter Christoph Eschenbach, den Sinfonieorchestern von Chicago, San Francisco, Vancouver, Shanghai und Singapur, dem Finnischen Rundfunkorchester, dem Orchestre National de France und dem Wiener Kammerorchester.
Bei einem Solorecital 2004 in der Carnegie Hall spielte sie Werke der Komponistinnen Ellen Taaffe Zwilich und Chen Yi; 2009 trat sie dort mit Lang Lang in dem Programm Ancient Paths, Modern Voices: A Festival Celebrating Chinese Culture auf. Sie gab als Kammermusikerin Recitals im Kennedy Center, am Smithsonian Institute, in der Alice Tully Hall und der Wallace Collection, nahm an der Festivals von Ravinia, Marlboro, Santa Fe, Aspen, Spoleto und Kuhmo teil und arbeitete mit Musikern wie Jeffrey Kahane, Jean-Yves Thibaudet, Yefim Bronfman, Joshua Bell, Gil Shaham, Cho-Liang Lin und Leonidas Kavakos zusammen.
Ihre 1998 bei Naxos erschienene Debüt-CD wurde von Classic FM London als CD der Woche ausgezeichnet. Mit dem Philadelphia Orchestra unter Eschenbach nahm sie Dmitri Schostakowitschs Fünfte Sinfonie und seine Sieben Romanzen nach Gedichten von Alexander Blok auf. Auf der CD Spirit of Chimes spielte sie mit Cho-Liang Lin und Helen Huang Kammermusik von Zhou Long.  Meisterklassen gab sie u. a. am Curtis Institute of Music, dem Mannes College of Music, der Manhattan School of Music, dem Konservatorium in Shanghai und dem Zentralkonservatorium in Peking. Seit 2018 lehrt sie an der Rutgers University.

## Weblink
- Website von Hai-Ye Ni